# You Want It Darker
Albums de Leonard Cohen
Can't Forget: A Souvenir of the Grand Tour
(2015) Thanks for the Dance
(2019)
Singles
1. You Want It Darker
Sortie : 21 septembre 2016

You Want It Darker est le quatorzième album studio du chanteur canadien Leonard Cohen, sorti le 21 octobre 2016. Patrick Leonard est de retour aux claviers en plus de la basse et des percussions, il produit aussi trois des chansons de l'album. Le fils de Leonard, Adam Cohen, est aussi de la partie, autant à la guitare classique qu'à la production de six chansons. Sharon Robinson a écrit la musique d'une des chansons, On the Level. 

## Liste des titres
Toutes les paroles sont écrites par Leonard Cohen.
| 1.    | You Want It Darker         | Patrick Leonard             | 4:44 |
| 2.    | Treaty                     | Leonard Cohen               | 4:02 |
| 3.    | On the Level               | Sharon Robinson             | 3:27 |
| 4.    | Leaving the Table          | Leonard Cohen               | 3:47 |
| 5.    | If I Didn't Have Your Love | Patrick Leonard             | 3:36 |
| 6.    | Traveling Light            | Adam Cohen, Patrick Leonard | 4:22 |
| 7.    | It Seemed the Better Way   | Patrick Leonard             | 4:21 |
| 8.    | Steer Your Way             | Leonard Cohen               | 4:23 |
| 9.    | String Reprise / Treaty    | Leonard Cohen               | 3:26 |
| 36:09 |                            |                             |      |

## Artistes
- Leonard Cohen : Chant
- Adam Cohen : Guitare classique
- Zac Rae : Guitares acoustique et classique, mandoline, octophone, claviers, Mellotron, céleste, piano, Piano électrique Wurlitzer
- Bill Bottrell : Guitare électrique, guitare pedal steel
- Michael Chaves : Claviers, basse, programmation de la batterie
- Patrick Leonard : Claviers, orgue, piano, synthétiseur basse, percussion, programmation de la batterie, basse
- Athena Andreadis : Chœurs sur "Traveling Light"
- Dana Glover : Chœurs sur "On the Level" et "Steer Your Way"
- Alison Krauss : Chœurs sur "Steer Your Way"
- Shaar Hashomayim Synagogue Choir ; Chœurs
- Brian MacLeod :  Batterie
- Rob Humphreys : Batterie

## Classements et certifications
| Classement                         | Meilleure position |
| ---------------------------------- | ------------------ |
| Allemagne (Media Control AG)       | 2                  |
| Australie (ARIA)                   | 2                  |
| Autriche (Ö3 Austria Top 40)       | 1                  |
| Belgique (Flandre Ultratop)        | 1                  |
| Belgique (Wallonie Ultratop)       | 1                  |
| Canada (Canadian Albums)           | 1                  |
| Danemark (Tracklisten)             | 1                  |
| Espagne (Promusicae)               | 3                  |
| États-Unis (Billboard 200)         | 7                  |
| Finlande (Suomen virallinen lista) | 7                  |
| France (SNEP)                      | 3                  |
| Italie (FIMI)                      | 8                  |
| Norvège (VG-lista)                 | 1                  |
| Nouvelle-Zélande (RIANZ)           | 1                  |
| Pays-Bas (Mega Album Top 100)      | 1                  |
| Portugal (AFP)                     | 1                  |
| Royaume-Uni (UK Albums Chart)      | 4                  |
| Suède (Sverigetopplistan)          | 1                  |
| Suisse (Schweizer Hitparade)       | 2                  |

| Pays             | Association      | Certification | Ventes/Équivalences |
| ---------------- | ---------------- | ------------- | ------------------- |
| Allemagne        | BVMI             | or            | 100 000             |
| Australie        | ARIA             | or            | 35 000              |
| Autriche         | IFPI Austria     | platine       | 15 000              |
| Belgique         | BEA              | platine       | 30 000              |
| Canada           | Music Canada     | platine       | 80 000              |
| Espagne          | PROMUSICAE       | or            | 20 000              |
| France           | SNEP             | platine       | 100 000             |
| Hongrie          | MAHASZ           | or            | 1 000               |
| Nouvelle-Zélande | RIANZ            | or            | 7 500               |
| Pologne          | ZPAV             | 2x platine    | 40 000              |
| Royaume-Uni      | BPI              | or            | 100 000             |
| Suède            | IFPI Sweden      | or            |                     |
| Suisse           | IFPI Switzerland | platine       | 20 000              |